# Кампања Сото (Бреша)
Кампања Сото је насеље у Италији у округу Бреша, региону Ломбардија.
Према процени из 2011. у насељу је живело 366 становника. Насеље се налази на надморској висини од 141 м.